# مطر حزيران
مطر حزيران هي الرواية الرابعة للروائي والناقد اللبناني جبّور الدويهي. صدرت الرواية لأوّل مرة عام 2006 عن دار النهار للنشر والتوزيع اللبنانية ومن ثم صدرت عن دار الساقي في لندن. تُرجمت الرواية إلى الفرنسية والإيطالية والألمانية والإنجليزية، ودخلت في القائمة النهائية «القصيرة» للجائزة العالمية للرواية العربية لعام 2008 المعروفة بجائزة «بوكر».

## حول الرواية
تدور أحداث الرواية حول مطر يونيو الذي كان يعتمد على الرصاص والنزاع الطائفي الذي ميّز الحرب الأهلية اللبنانية في شمال لبنان، وهو اليوم الذي يبدأ فيه التاريخ بصورة أخرى، وهو تاريخ «إيليا الكفوري»، الذي هربت به أمه من دوي الحرب إلى نيويورك ولم يرجع إلا بعد عشرين عامًا ليسأل في ارتباك عن هويته. إيليا الكفوري كان لا يزال طفلاً حين قتل والده في المجزرة التي ارتكبت في كنيسة قريته برج الهوا اللبنانية في 16 حزيران 1957. ارتأت والدته أن تقيه شرّ الشائعات والأقاويل فسفّرته إلى عند أقاربها المهاجرين إلى الولايات المتّحدة وعاشت منزوية في بيتها. أمضى وقته في المهجر يخترع قصصاً عن جذوره، إلى أن قرّر بعد سنوات العودة إلى لبنان بحثاً عن هويّته. وعندئذٍ يروي له أشخاص عديدون وقائع المجزرة، كلٌّ من زواية مختلفة.

## إقتباسات من الرواية
جاء في الرواية، (ضمن القرار الظني في قضية الاعتداء على أمن الدولة الداخلي الحاصلة في مزيارة، قضاء زغرتا، بتاريخ 16 حزيران 1957):
| مطر حزيران | ...ما إن أزفت الساعة الثالثة والنصف وكانت السماء ترسل رذاذًا من المطر تحرك الموكب من بيت آل العبد إلى كنيسة السيدة التي تبعد عنه نحو مئتي متر بتقدمه السادة المطارنة والرهبان والراهبات وبسبب المطر أخذ الناس يدخلون إلى الكنيسة من أبوابها الجانبية الشمالية والجنوبية وأما باقي الموكب فدخل من الباب الغربي الملوكي المواجه لساحة البلدة وما إن بدأ الموكب بالدخول إلى الكنيسة كان الإشارة والشرارة الأولى للكامنين في داخل الكنيسة وفي الساحة وعلى السطوح فشهروا أسلحتهم وأخذوا يطلقون النار على خصومهم ودام إطلاق النار زهاء العشرين دقيقة فقتل وجرح مئة وبعض المئة من الناس وهرب القسم الأكبر من المعتدين وألقي القبض على البعض منهم. | مطر حزيران |

## ترجمة الرواية
تُرجمت هذه الرواية إلى أربع لغات هي:
- الإنجليزية التي طبعت عام 2014 عن «دار النهار للنشر والتوزيع» و«دار بلومزبري التابعة لمؤسسة قطر للنشر», وقد قامت بترجمتها المترجمة الأمريكية «باولا حيدر».[8][9]
- والفرنسية التي طبعت عام 2010 عن دار «أكت سود», وقد قامتا بترجمتها إلى الفرنسية كلا من «هيلين بويسون» و«هدى أيوب» (أستاذة جامعية محاضرة في فرنسا).[10][11][12]
- والإيطالية التي طبعت صدرت عام 2010 عن «دار فيلترينيلي للنشر» في ميلانو، وقد قام بترجمتها إلى الإيطالية «إي. بارتولي».[13]
- والألمانية التي طبعت عام 2012 عن «دار كارل هانزا للنشر» في ميونخ، وقد قامت بترجمتها إلى الألمانية «لاريسا بندر».[14]